# Hotel Outspan
El Hotel Outspan (en inglés: Outspan Hotel) está en Nyeri, en el país africano de Kenia. Se construyó a partir de una antigua granja de Eric Sherbrooke Walker en 1920. Sus visitantes famosos incluyen a Robert Baden-Powell, 1r barón Baden-Powell y su esposa Olave Baden-Powell desde 1938 hasta la muerte de Baden-Powell en 1941. Jim Corbett también vivió allí.  El espacio está conectado con el Hotel Treetops, a unos 15 kilómetros de distancia, en el parque nacional de Aberdare, y con el Shimba Lodge en la Reserva Nacional Colinas de Shimba.